# Parrocchie della diocesi di Como
Le parrocchie della diocesi di Como sono 338.

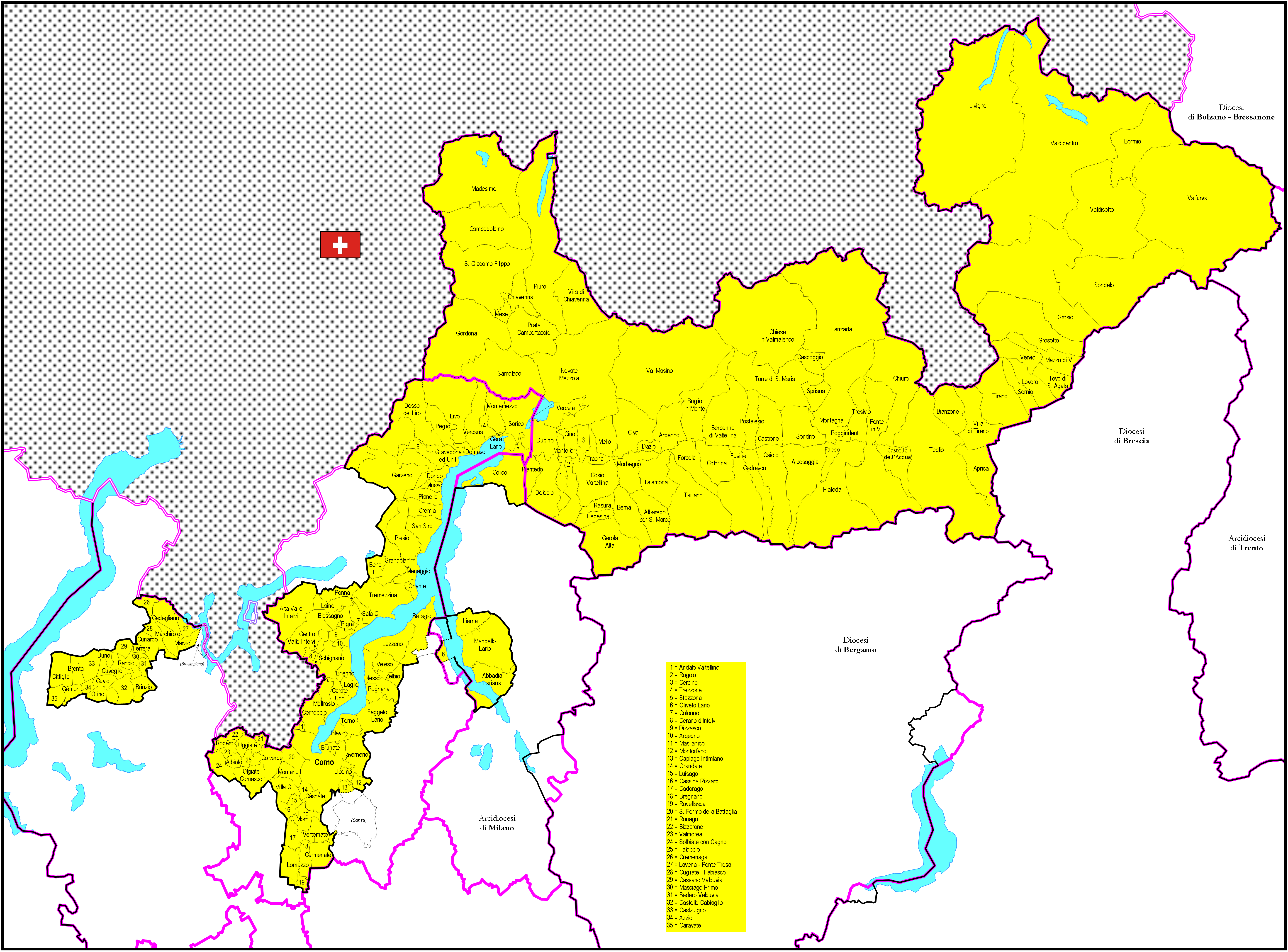
Il territorio della diocesi

## Vicariati
La diocesi è organizzata in 28 vicariati.

### Vicariato di Como
| Parrocchia              | Patrono                       | Comune  | Frazione/Quartiere | Web |
| ----------------------- | ----------------------------- | ------- | ------------------ | --- |
| San Fedele e Cattedrale | San Fedele                    | Como    | centro             |     |
| San Bartolomeo          | San Bartolomeo Apostolo       | Como    | centro             |     |
| San Giorgio Martire     | San Giorgio Martire           | Como    | centro             |     |
| San Giuliano            | San Giuliano                  | Como    | centro             |     |
| San Giuseppe            | San Giuseppe                  | Como    | sud                |     |
| San Rocco               | San Rocco                     | Como    | centro             |     |
| San Salvatore           | Santissimo Salvatore          | Como    | centro             |     |
| Sant'Agata              | Sant'Agata                    | Como    | centro             |     |
| Sant'Agostino           | Santi Agostino e Antonino     | Como    | centro             |     |
| Sant'Orsola             | Sant'Orsola                   | Como    | centro             |     |
| Santissima Annunziata   | Santa Maria Annunziata        | Como    | centro             |     |
| Brunate                 | Sant'Andrea Apostolo          | Brunate | centro             |     |
| Camnago Volta           | Santa Cecilia                 | Como    | Camnago Volta      |     |
| Civiglio                | San Tommaso Apostolo          | Como    | Civiglio           |     |
| Garzola                 | Santissima Trinità            | Como    | Garzola            |     |
| Lora                    | Santi Simone e Giuda Apostoli | Como    | Como Lora          |     |

### Vicariato di Bellagio e Torno
| Parrocchia               | Patrono                           | Comune        | Frazione/Quartiere              | Web |
| ------------------------ | --------------------------------- | ------------- | ------------------------------- | --- |
| Bellagio                 | San Giacomo il Maggiore Apostolo  | Bellagio      | centro                          |     |
| Torno                    | Santa Tecla                       | Torno         | centro                          |     |
| Blevio                   | Santi Gordiano ed Epimaco Martiri | Blevio        | centro                          |     |
| Careno                   | Santa Maria Assunta               | Nesso         | Careno                          |     |
| Erno                     | Sant'Andrea Apostolo              | Veleso        | Erno                            |     |
| Lemna                    | San Giorgio Martire               | Faggeto Lario | Lemna                           |     |
| Lezzeno                  | Santi Quirico e Giulitta          | Lezzeno       | centro                          |     |
| Molina                   | Sant'Antonio                      | Faggeto Lario | Molina                          |     |
| Nesso                    | Santi Pietro e Paolo Apostoli     | Nesso         | centro                          |     |
| Palanzo                  | Sant'Ambrogio                     | Faggeto Lario | Palanzo                         |     |
| Pognana Lario            | Santissima Trinità                | Pognana Lario | centro                          |     |
| San Giovanni di Bellagio | San Giovanni Battista             | Bellagio      | San Giovanni, Guggiate e Loppia |     |
| Vassena                  | Santi Nazario e Celso             | Oliveto Lario | Vassena                         |     |
| Veleso                   | Sant'Antonio Abate                | Veleso        | centro                          |     |
| Visgnola                 | Beata Vergine Maria Annunziata    | Bellagio      | Visgnola                        |     |
| Zelbio                   | Conversione di San Paolo Apostolo | Zelbio        | centro                          |     |

### Vicariato di Bormio
| Parrocchia             | Patrono                   | Comune      | Frazione/Quartiere     | Web |
| ---------------------- | ------------------------- | ----------- | ---------------------- | --- |
| Bormio                 | Santi Gervasio e Protasio | Bormio      | centro                 |     |
| Cepina                 | Santa Maria Assunta       | Valdisotto  | Cepina                 |     |
| Isolaccia              | Santa Maria Nascente      | Valdidentro | Isolaccia              |     |
| Livigno                | Santa Maria               | Livigno     | centro                 |     |
| Madonna dei Monti      | Santa Maria               | Valfurva    | Madonna dei Monti      |     |
| Oga                    | Santi Lorenzo e Colombano | Valdisotto  | Oga                    |     |
| Pedenosso              | Santi Martino e Urbano    | Valdidentro | Pedenosso              |     |
| Piatta                 | Sant'Anna                 | Valdisotto  | Piatta                 |     |
| Premadio               | San Gallo                 | Valdidentro | Premadio               |     |
| San Nicolò Valfurva    | San Nicolò Vescovo        | Valfurva    | San Nicolò             |     |
| Sant'Antonio Morignone | Sant'Antonio di Padova    | Valdisotto  | Sant'Antonio Morignone |     |
| Santa Maria Maddalena  | Santa Maria Maddalena     | Valdisotto  | Santa Maria Maddalena  |     |
| Semogo                 | Sant'Abbondio             | Valdidentro | Semogo                 |     |
| Trepalle               | Sant'Anna                 | Livigno     | Trepalle               |     |

### Vicariato di Canonica e Cittiglio
| Parrocchia         | Patrono                            | Comune             | Frazione/Quartiere | Web |
| ------------------ | ---------------------------------- | ------------------ | ------------------ | --- |
| Canonica           | San Lorenzo Diacono e Martire      | Cuveglio           | Canonica           |     |
| Arcumeggia         | Sant'Ambrogio                      | Casalzuigno        | Arcumeggia         |     |
| Azzio              | Santa Maria Annunziata             | Azzio              | centro             |     |
| Bedero Valcuvia    | Sant'Ilario di Poitiers            | Bedero Valcuvia    | centro             |     |
| Brinzio            | Santi Pietro e Paolo               | Brinzio            | centro             |     |
| Casalzuigno        | San Vittore                        | Casalzuigno        | centro             |     |
| Cassano Valcuvia   | Santi Ippolito e Cassiano          | Cassano Valcuvia   | centro             |     |
| Castello Cabiaglio | Sant'Appiano                       | Castello Cabiaglio | centro             |     |
| Cavona             | San Michele Arcangelo              | Cuveglio           | Cavona             |     |
| Comacchio          | Santa Maria Addolorata             | Cuvio              | Comacchio          |     |
| Cuvio              | Santi Pietro e Paolo Apostoli      | Cuvio              | centro             |     |
| Duno               | Santi Giuliano e Basilissa         | Duno               | centro             |     |
| Masciago Primo     | Sant'Agnese                        | Masciago Primo     | centro             |     |
| Orino              | Beata Vergine Immacolata           | Orino              | centro             |     |
| Ferrera di Varese  | Santa Maria Maddalena              | Ferrera di Varese  | centro             |     |
| Rancio Valcuvia    | Santi Fabiano e Sebastiano         | Rancio Valcuvia    | centro             |     |
| Cittiglio          | San Giulio Prete                   | Cittiglio          | centro             |     |
| Brenta             | Santi Vito e Modesto Martiri       | Brenta             | centro             |     |
| Caravate           | Santi Giovanni Battista e Maurizio | Caravate           | centro             |     |
| Gemonio            | San Pietro Apostolo                | Gemonio            | centro             |     |

### Vicariato di Castiglione d'Intelvi
| Parrocchia            | Patrono                            | Comune               | Frazione/Quartiere    | Web |
| --------------------- | ---------------------------------- | -------------------- | --------------------- | --- |
| Castiglione d'Intelvi | Santo Stefano Protomartire         | Centro Valle Intelvi | Castiglione d'Intelvi |     |
| Argegno               | Santissima Trinità                 | Argegno              | centro                |     |
| Blessagno             | Sant'Abbondio di Como              | Blessagno            | centro                |     |
| Casasco d'Intelvi     | San Maurizio                       | Centro Valle Intelvi | Casasco d'Intelvi     |     |
| Cerano d'Intelvi      | San Tommaso Apostolo               | Cerano d'Intelvi     | centro                |     |
| Dizzasco              | Santi Pietro e Paolo Apostoli      | Dizzasco             | centro                |     |
| Muronico              | San Sisinnio                       | Dizzasco             | Muronico              |     |
| Laino                 | San Lorenzo Diacono e Martire      | Laino                | centro                |     |
| Lanzo d'Intelvi       | San Siro                           | Alta Valle Intelvi   | Lanzo d'Intelvi       |     |
| Pellio Inferiore      | San Michele Arcangelo              | Alta Valle Intelvi   | Pellio Inferiore      |     |
| Pellio Superiore      | San Giorgio Martire                | Alta Valle Intelvi   | Pellio Superiore      |     |
| Pigra                 | Santa Margherita Vergine e Martire | Pigra                | centro                |     |
| Ponna                 | Santi Giacomo e Gallo              | Ponna                | centro                |     |
| Ramponio              | Santi Benedetto e Ambrogio         | Alta Valle Intelvi   | Ramponio              |     |
| San Fedele Intelvi    | Sant'Antonio                       | Centro Valle Intelvi | San Fedele Intelvi    |     |
| Scaria                | Santi Nazario e Celso              | Alta Valle Intelvi   | Scaria                |     |
| Schignano             | Santa Maria Assunta                | Schignano            | centro                |     |

### Vicariato di Cermenate
| Parrocchia           | Patrono                       | Comune    | Frazione/Quartiere   | Web |
| -------------------- | ----------------------------- | --------- | -------------------- | --- |
| Cermenate            | Santi Vito e Modesto          | Cermenate | centro               |     |
| Asnago di Cantù      | San Giuseppe                  | Cantù     | Asnago di Cantù      |     |
| Asnago di Cermenate  | Santi Pietro e Paolo Apostoli | Cermenate | Asnago               |     |
| Bregnano San Giorgio | San Giorgio Martire           | Bregnano  | Bregnato San Giorgio |     |
| Bregnano San Michele | San Michele Arcangelo         | Bregnano  | Bregnano San Michele |     |
| Puginate             | Santi Ippolito e Cassiano     | Bregnano  | Puginate             |     |

### Vicariato di Cernobbio
| Parrocchia   | Patrono                                    | Comune      | Frazione/Quartiere   | Web |
| ------------ | ------------------------------------------ | ----------- | -------------------- | --- |
| Cernobbio    | Santissimo Redentore                       | Cernobbio   | centro               |     |
| Brienno      | Santi Nazario e Celso                      | Brienno     | centro               |     |
| Carate Lario | Santi Filippo e Giacomo il Minore Apostoli | Carate Urio | centro               |     |
| Laglio       | San Giorgio Martire                        | Laglio      | centro               |     |
| Maslianico   | Santi Giovanni e Ambrogio                  | Maslianico  | centro               |     |
| Moltrasio    | San Martino Vescovo                        | Moltrasio   | centro               |     |
| Piazza       | Santo Stefano Protomartire                 | Cernobbio   | Piazza Santo Stefano |     |
| Rovenna      | San Michele Arcangelo                      | Cernobbio   | Rovenna              |     |
| Stimianico   | San Nicola di Bari                         | Cernobbio   | Stimianico           |     |
| Urio         | Santi Quirico e Giulitta                   | Carate Urio | Urio                 |     |

### Vicariato di Chiavenna
| Parrocchia             | Patrono                         | Comune              | Frazione/Quartiere | Web |
| ---------------------- | ------------------------------- | ------------------- | ------------------ | --- |
| Chiavenna - duomo      | San Lorenzo Diacono e Martire   | Chiavenna           | centro             |     |
| Borgonuovo             | Sant'Abbondio                   | Piuro               | Borgonuovo         |     |
| Campodolcino           | San Giovanni Battista           | Campodolcino        | centro             |     |
| Chiavenna - San Fedele | San Fedele                      | Chiavenna           | centro-ovest       |     |
| Fraciscio              | San Rocco                       | Campodolcino        | Fraciscio          |     |
| Gallivaggio            | Apparizione di Maria Vergine    | San Giacomo Filippo | Gallivaggio        |     |
| Isola-Pianazzo         | Santi Martino e Maria Maddalena | Madesimo            | Isola e Pianazzo   |     |
| Madesimo               | Santi Pietro e Paolo            | Madesimo            | centro             |     |
| Olmo                   | Santissima Trinità              | San Giacomo Filippo | Olmo               |     |
| Prata Camportaccio     | Sant'Eusebio di Vercelli        | Prata Camportaccio  | centro             |     |
| Prosto                 | Santa Maria Assunta             | Piuro               | Prosto             |     |
| San Giacomo Filippo    | San Giacomo Apostolo            | San Giacomo Filippo | centro             |     |
| Santa Croce di Piuro   | San Martino Vescovo             | Piuro               | Santa Croce        |     |
| Villa di Chiavenna     | San Sebastiano                  | Villa di Chiavenna  | centro             |     |

### Vicariato di Colico
| Parrocchia        | Patrono                | Comune            | Frazione/Quartiere | Web |
| ----------------- | ---------------------- | ----------------- | ------------------ | --- |
| Colico            | San Giorgio Martire    | Colico            | centro             |     |
| Andalo Valtellino | Santa Maria Immacolata | Andalo Valtellino | centro             |     |
| Cercino           | San Michele Arcangelo  | Cercino           | centro             |     |
| Cino              | San Giorgio            | Cino              | centro             |     |
| Curcio            | Santi Angeli Custodi   | Colico            | Curcio             |     |
| Delebio           | San Carpoforo          | Delebio           | centro             |     |
| Dubino            | San Pietro Apostolo    | Dubino            | centro             |     |
| Laghetto          | San Fedele             | Colico            | Laghetto           |     |
| Mantello          | San Marco Evangelista  | Mantello          | centro             |     |
| Nuova Olonio      | Santissimo Salvatore   | Dubino            | Nuova Olonio       |     |
| Piantedo          | Santa Maria Nascente   | Piantedo          | centro             |     |
| Piona             | San Nicola di Bari     | Colico            | Piona              |     |
| Rogolo            | Sant'Abbondio          | Rogolo            | centro             |     |
| Villatico         | San Bernardino         | Colico            | Villatico          |     |

### Vicariato di Fino Mornasco
| Parrocchia       | Patrono                       | Comune                 | Frazione/Quartiere | Web |
| ---------------- | ----------------------------- | ---------------------- | ------------------ | --- |
| Fino Mornasco    | Santo Stefano Protomartire    | Fino Mornasco          | centro             |     |
| Bernate          | San Bernardo                  | Casnate con Bernate    | Bernate            |     |
| Casnate          | Santi Antonio e Ambrogio      | Casnate con Bernate    | Casnate            |     |
| Cassina Rizzardi | San Giuseppe                  | Cassina Rizzardi       | centro             |     |
| Grandate         | San Bartolomeo Apostolo       | Grandate               | centro             |     |
| Luisago          | Santa Maria Addolorata        | Luisago                | centro             |     |
| Minoprio         | Santa Maria Assunta           | Vertemate con Minoprio | Minoprio           |     |
| Portichetto      | Santa Maria della Neve        | Luisago                | Portichetto        |     |
| Socco            | Beata Vergine Immacolata      | Fino Mornasco          | Socco              |     |
| Vertemate        | Santi Pietro e Paolo Apostoli | Vertemate con Minoprio | centro             |     |

### Vicariato di Gordona
| Parrocchia                | Patrono                 | Comune             | Frazione/Quartiere        | Web |
| ------------------------- | ----------------------- | ------------------ | ------------------------- | --- |
| Gordona                   | San Martino Vescovo     | Gordona            | centro                    |     |
| Campo Mezzola             | San Colombano           | Novate Mezzola     | Campo Mezzola             |     |
| Menarola                  | Santa Elisabetta        | Gordona            | Menarola                  |     |
| Mese                      | San Vittore             | Mese               | centro                    |     |
| Novate Mezzola            | Santissima Trinità      | Novate Mezzola     | centro                    |     |
| Samolaco                  | Sant'Andrea Apostolo    | Samolaco           | Era                       |     |
| San Cassiano Valchiavenna | San Cassiano            | Prata Camportaccio | San Cassiano Valchiavenna |     |
| San Pietro di Samolaco    | San Pietro Apostolo     | Samolaco           | San Pietro                |     |
| Somaggia                  | San Giovanni Nepomuceno | Samolaco           | Somaggia                  |     |
| Verceia                   | San Fedele              | Verceia            | centro                    |     |

### Vicariato di Gravedona
| Parrocchia         | Patrono                                   | Comune             | Frazione/Quartiere        | Web |
| ------------------ | ----------------------------------------- | ------------------ | ------------------------- | --- |
| Gravedona          | San Vincenzo                              | Gravedona ed Uniti | Gravedona                 |     |
| Albonico           | San Sebastiano                            | Sorico             | Albonico e Dascio         |     |
| Catasco            | San Bernardino                            | Garzeno            | Catasco                   |     |
| Consiglio di Rumo  | San Gregorio                              | Gravedona ed Uniti | Consiglio di Rumo         |     |
| Cremia             | San Michele Arcangelo                     | Cremia             | centro                    |     |
| Domaso             | San Bartolomeo Apostolo                   | Domaso             | centro                    |     |
| Dongo              | Santo Stefano Protomartire                | Dongo              | centro                    |     |
| Dosso del Liro     | Santi Maria Annunziata e Martino          | Dosso del Liro     | Dosso del Liro e Traversa |     |
| Garzeno            | Santi Pietro e Paolo                      | Garzeno            | centro                    |     |
| Gera Lario         | Santi Vincenzo e Maria delle Grazie       | Gera Lario         | Trezzone e Gera Lario     |     |
| Germasino          | Santi Donato e Clemente                   | Gravedona ed Uniti | Germasino                 |     |
| Montemezzo         | Santi Martino Vescovo e Giovanni Battista | Montemezzo         | Montemezzo e Bugiallo     |     |
| Musso              | San Biagio                                | Musso              | centro                    |     |
| Peglio             | Santi Eusebio e Giacomo                   | Peglio             | Peglio e Livo             |     |
| Pianello del Lario | San Martino Vescovo                       | Pianello del Lario | centro                    |     |
| Sorico             | Santo Stefano Protomartire                | Sorico             | centro                    |     |
| Stazzona           | San Giuliano Martire                      | Stazzona           | centro                    |     |
| Vercana            | Santissimo Salvatore                      | Vercana            | Vercana e Caino           |     |

### Vicariato di Grosio
| Parrocchia          | Patrono                    | Comune              | Frazione/Quartiere | Web |
| ------------------- | -------------------------- | ------------------- | ------------------ | --- |
| Grosio              | San Giuseppe               | Grosio              | centro             |     |
| Frontale            | San Lorenzo Martire        | Sondalo             | Frontale           |     |
| Grosotto            | Sant'Eusebio               | Grosotto            | centro             |     |
| Le Prese            | San Gottardo               | Sondalo             | Le Prese           |     |
| Lovero              | Sant'Alessandro            | Lovero              | centro             |     |
| Mazzo di Valtellina | Santo Stefano Protomartire | Mazzo di Valtellina | centro             |     |
| Mondadizza          | San Giovanni Battista      | Sondalo             | Mondadizza         |     |
| Ravoledo            | San Gregorio Magno         | Grosio              | Ravoledo           |     |
| Rogorbello          | Santi Fabiano e Sebastiano | Vervio              | Rogorbello         |     |
| Sernio              | Santi Cosma e Damiano      | Sernio              | centro             |     |
| Sondalo             | Santa Maria Maggiore       | Sondalo             | centro             |     |
| Tiolo               | Visitazione di Maria       | Grosio              | Tiolo              |     |
| Tovo di Sant'Agata  | Sant'Agata                 | Tovo di Sant'Agata  | centro             |     |
| Vervio              | Sant'Ilario                | Vervio              | centro             |     |

### Vicariato di Lenno e Menaggio
| Parrocchia    | Patrono                    | Comune            | Frazione/Quartiere | Web |
| ------------- | -------------------------- | ----------------- | ------------------ | --- |
| Menaggio      | Santo Stefano Protomartire | Menaggio          | centro             |     |
| Lenno         | Santo Stefano Protomartire | Tremezzina        | Lenno              |     |
| Barna         | Santa Maria Maddalena      | Plesio            | Barna              |     |
| Bene Lario    | Santi Vito e Gottardo      | Bene Lario        | centro             |     |
| Colonno       | San Michele Arcangelo      | Colonno           | centro             |     |
| Croce         | Santi Pietro e Paolo       | Menaggio          | Croce              |     |
| Grandola      | Santi Siro e Margherita    | Grandola ed Uniti | centro             |     |
| Griante       | Santi Nabore e Felice      | Griante           | centro             |     |
| Loveno        | Santi Lorenzo e Agnese     | Menaggio          | Loveno             |     |
| Mezzegra      | Sant'Abbondio              | Mezzegra          | centro             |     |
| Naggio        | Sant'Antonio Abate         | Grandola ed Uniti | Naggio             |     |
| Nobiallo      | Santi Bartolomeo e Nicola  | Menaggio          | Nobiallo           |     |
| Ossuccio      | Sant'Eufemia               | Tremezzina        | Ossuccio           |     |
| Plesio        | Santi Fedele e Gregorio    | Plesio            | centro             |     |
| Rezzonico     | Santa Maria Assunta        | San Siro          | Rezzonico          |     |
| Sala Comacina | San Bartolomeo Apostolo    | Sala Comacina     | centro             |     |
| Sant'Abbondio | Sant'Abbondio              | San Siro          | Sant'Abbondio      |     |
| Tremezzo      | San Lorenzo Martire        | Tremezzina        | Tremezzo           |     |

### Vicariato di Lipomo
| Parrocchia | Patrono                      | Comune            | Frazione/Quartiere | Web |
| ---------- | ---------------------------- | ----------------- | ------------------ | --- |
| Lipomo     | Santi Vito e Modesto Martiri | Lipomo            | centro             |     |
| Capiago    | Santi Vincenzo e Anastasio   | Capiago Intimiano | Capiago            |     |
| Montorfano | San Giovanni Evangelista     | Montorfano        | centro             |     |
| Ponzate    | Santa Brigida                | Tavernerio        | Ponzate            |     |
| Solzago    | San Giovanni Battista        | Tavernerio        | Solzago            |     |
| Tavernerio | San Martino Vescovo          | Tavernerio        | centro e Urago     |     |

### Vicariato di Lomazzo
| Parrocchia       | Patrono                          | Comune     | Frazione/Quartiere | Web |
| ---------------- | -------------------------------- | ---------- | ------------------ | --- |
| Lomazzo di Sotto | San Siro                         | Lomazzo    | Lomazzo di Sotto   |     |
| Lomazzo di Sopra | Santi Vito e Modesto             | Lomazzo    | Lomazzo di Sopra   |     |
| Bulgorello       | Santi Filippo e Giacomo Apostoli | Cadorago   | Bulgorello         |     |
| Cadorago         | San Martino Vescovo              | Cadorago   | centro             |     |
| Caslino al Piano | Sant'Anna                        | Cadorago   | Caslino al Piano   |     |
| Manera           | San Bartolomeo Apostolo          | Lomazzo    | Manera             |     |
| Rovellasca       | Santi Pietro e Paolo             | Rovellasca | centro             |     |

### Vicariato di Mandello
| Parrocchia             | Patrono                       | Comune             | Frazione/Quartiere | Web |
| ---------------------- | ----------------------------- | ------------------ | ------------------ | --- |
| Mandello - Duomo       | San Lorenzo Diacono e Martire | Mandello del Lario | centro             |     |
| Abbadia Lariana        | San Lorenzo Martire           | Abbadia Lariana    | centro             |     |
| Crebbio                | Sant'Antonio                  | Abbadia Lariana    | Crebbio            |     |
| Lierna                 | Sant'Ambrogio                 | Lierna             | centro             |     |
| Mandello - Sacro Cuore | Sacro Cuore di Gesù           | Mandello del Lario | centro             |     |
| Olcio                  | Sant'Eufemia                  | Mandello del Lario | Olcio              |     |
| Somana                 | Sant'Abbondio                 | Mandello del Lario | Somana             |     |

### Vicariato di Marchirolo
| Parrocchia  | Patrono                  | Comune              | Frazione/Quartiere | Web |
| ----------- | ------------------------ | ------------------- | ------------------ | --- |
| Marchirolo  | San Martino Vescovo      | Marchirolo          | centro             |     |
| Arbizzo     | Santi Fedele e Silvestro | Cadegliano Viconago | Arbizzo            |     |
| Ardena      | Beata Vergine Assunta    | Brusimpiano         | Ardena             |     |
| Cadegliano  | Santa Maria Assunta      | Cadegliano Viconago | Cadegliano         |     |
| Cremenaga   | Santissima Annunziata    | Cremenaga           | centro             |     |
| Cugliate    | San Giulio Prete         | Cugliate-Fabiasco   | centro             |     |
| Cunardo     | Sant'Abbondio            | Cunardo             | centro             |     |
| Fabiasco    | Purificazione di Maria   | Cugliate-Fabiasco   | Fabiasco           |     |
| Lavena      | Santi Pietro e Paolo     | Lavena Ponte Tresa  | Lavena             |     |
| Marzio      | San Sebastiano           | Marzio              | centro             |     |
| Ponte Tresa | Santissimo Crocifisso    | Lavena Ponte Tresa  | Ponte Tresa        |     |
| Viconago    | San Giovanni Battista    | Cadegliano Viconago | Viconago           |     |

### Vicariato di Monte Olimpino
| Parrocchia     | Patrono                  | Comune | Frazione/Quartiere | Web |
| -------------- | ------------------------ | ------ | ------------------ | --- |
| Monte Olimpino | San Zenone               | Como   | Monte Olimpino     |     |
| Ponte Chiasso  | Beata Vergine Immacolata | Como   | Ponte Chiasso      |     |
| Tavernola      | Cristo Re                | Como   | Tavernola          |     |
| Sagnino        | San Paolo Apostolo       | Como   | Sagnino            |     |

### Vicariato di Morbegno
| Parrocchia             | Patrono                             | Comune                 | Frazione/Quartiere                      | Web |
| ---------------------- | ----------------------------------- | ---------------------- | --------------------------------------- | --- |
| Morbegno               | San Giovanni Battista               | Morbegno               | centro                                  |     |
| Ardenno                | San Lorenzo                         | Ardenno                | centro                                  |     |
| Albaredo per San Marco | San Rocco                           | Albaredo per San Marco | centro                                  |     |
| Bema                   | San Bartolomeo Apostolo             | Bema                   | centro                                  |     |
| Biolo                  | Santa Maria Assunta                 | Ardenno                | Biolo                                   |     |
| Buglio in Monte        | Fedele di Como                      | Buglio in Monte        | centro                                  |     |
| Campo di Tartano       | Sant'Agostino                       | Tartano                | Campo                                   |     |
| Campovico              | Visitazione di Maria Vergine        | Morbegno               | Campovico                               |     |
| Caspano                | San Bartolomeo Apostolo             | Civo                   | Caspano                                 |     |
| Cataeggio              | San Pietro Apostolo                 | Val Masino (comune)    | Cataeggio                               |     |
| Cevo                   | Santa Caterina Vergine e Martire    | Civo                   | Cevo                                    |     |
| Civo                   | Sant'Andrea Apostolo                | Civo                   | centro                                  |     |
| Cosio Valtellino       | San Martino Vescovo                 | Cosio Valtellino       | centro                                  |     |
| Dazio                  | San Provino                         | Dazio                  | centro                                  |     |
| Desco                  | Santa Maria Maddalena               | Morbegno               | Desco                                   |     |
| Gerola Alta            | San Bartolomeo Apostolo             | Gerola Alta            | centro                                  |     |
| Mello                  | San Fedele                          | Mello                  | centro                                  |     |
| Rasura                 | Santi Giacomo il Maggiore e Antonio | Rasura                 | Rasura e Pedesina                       |     |
| Regoledo               | Sant'Ambrogio                       | Cosio Valtellino       | Regoledo                                |     |
| Roncaglia              | San Giacomo Apostolo                | Civo                   | Roncaglia di Sopra e Roncaglia di Sotto |     |
| Sacco                  | San Lorenzo Martire                 | Cosio Valtellino       | Sacco                                   |     |
| San Martino            | San Martino Vescovo                 | Val Masino (comune)    | San Martino                             |     |
| Tartano                | San Barnaba                         | Tartano                | centro                                  |     |
| Traona                 | Sant'Alessandro                     | Traona                 | centro                                  |     |
| Talamona               | Natività di Maria Vergine           | Talamona               | centro                                  |     |
| Villapinta             | San Pietro Apostolo                 | Buglio in Monte        | Villapinta                              |     |

### Vicariato di Olgiate e Uggiate
| Parrocchia       | Patrono                            | Comune             | Frazione/Quartiere | Web |
| ---------------- | ---------------------------------- | ------------------ | ------------------ | --- |
| Olgiate Comasco  | Santi Ippolito e Cassiano          | Olgiate Comasco    | centro             |     |
| Uggiate          | Santi Pietro e Paolo Apostoli      | Uggiate con Ronago | Uggiate            |     |
| Albiolo          | Beata Vergine Maria Annunziata     | Albiolo            | centro             |     |
| Bizzarone        | Sant'Evasio                        | Bizzarone          | centro             |     |
| Cagno            | San Michele Arcangelo              | Cagno              | centro             |     |
| Camnago Faloppio | Santa Margherita Vergine e Martire | Faloppio           | Camnago            |     |
| Casanova         | San Biagio                         | Valmorea           | Casanova           |     |
| Caversaccio      | Santi Donato e Giovanni Battista   | Valmorea           | Caversaccio        |     |
| Concagno         | Santi Rustico e Lorenzo            | Solbiate           | Concagno           |     |
| Gaggino          | Conversione di San Paolo Apostolo  | Faloppio           | Gaggino            |     |
| Rodero           | Santi Simone e Giuda               | Rodero             | centro             |     |
| Ronago           | Santi Vittore e Defendente         | Uggiate con Ronago | Ronago             |     |
| Solbiate         | Sant'Alessandro                    | Solbiate           | centro             |     |

### Vicariato di Rebbio
| Parrocchia             | Patrono                   | Comune | Frazione/Quartiere | Web |
| ---------------------- | ------------------------- | ------ | ------------------ | --- |
| Rebbio                 | San Martino Vescovo       | Como   | Rebbio             |     |
| Albate                 | Sant'Antonino             | Como   | Albate             |     |
| Breccia                | San Cassiano              | Como   | Breccia            |     |
| Camerlata              | Santi Carpoforo e Brigida | Como   | Camerlata          |     |
| Muggiò                 | Santa Maria Regina        | Como   | Muggiò             |     |
| Prestino               | Santi Felice e Francesco  | Como   | Prestino           |     |
| Sant'Antonio da Padova | Sant'Antonio da Padova    | Como   | Stazione Camerlata |     |

### Vicariato di San Fermo della Battaglia
| Parrocchia                | Patrono                    | Comune                    | Frazione/Quartiere | Web |
| ------------------------- | -------------------------- | ------------------------- | ------------------ | --- |
| San Fermo della Battaglia | Santa Maria Immacolata     | San Fermo della Battaglia | centro             |     |
| Cavallasca                | San Michele Arcangelo      | San Fermo della Battaglia | Cavallasca         |     |
| Civello                   | Santi Cosma e Damiano      | Villa Guardia             | Civello            |     |
| Drezzo                    | San Rocco e San Sebastiano | Colverde                  | Drezzo             |     |
| Gironico                  | Santi Nazario e Celso      | Colverde                  | Gironico           |     |
| Lucino                    | San Giorgio Martire        | Montano Lucino            | Lucino             |     |
| Maccio                    | Santa Maria Assunta        | Villa Guardia             | Maccio             |     |
| Montano                   | Sant'Andrea Apostolo       | Montano Lucino            | Montano            |     |
| Parè                      | San Giovanni Battista      | Colverde                  | Parè               |     |

### Vicariato di Sondrio
| Parrocchia                    | Patrono                       | Comune                 | Frazione/Quartiere | Web |
| ----------------------------- | ----------------------------- | ---------------------- | ------------------ | --- |
| Sondrio - Collegiata          | Santi Gervasio e Protasio     | Sondrio                | centro             |     |
| Albosaggia                    | Santa Caterina                | Albosaggia             | centro             |     |
| Caiolo                        | San Vittore                   | Caiolo                 | centro             |     |
| Caspoggio                     | San Rocco                     | Caspoggio              | centro             |     |
| Castione Andevenno            | San Martino Vescovo           | Castione Andevenno     | centro             |     |
| Chiesa in Valmalenco          | Santi Filippo e Giacomo       | Chiesa in Valmalenco   | centro             |     |
| Lanzada                       | San Giovanni Battista         | Lanzada                | centro             |     |
| Mossini                       | San Carlo Borromeo            | Sondrio                | Mossini            |     |
| Ponchiera                     | San Martino Vescovo           | Sondrio                | Ponchiera          |     |
| Primolo                       | Beata Vergine delle Grazie    | Chiesa in Valmalenco   | Primolo            |     |
| Sondrio - Madonna del Rosario | Santa Maria del Rosario       | Sondrio                | centro-ovest       |     |
| Spriana                       | San Gottardo                  | Spriana                | centro             |     |
| Torre                         | Santa Maria Nascente          | Torre di Santa Maria   | centro             |     |
| Triangia                      | San Bernardo                  | Sondrio                | Triangia           |     |
| Berbenno di Valtellina        | Santa Maria Assunta           | Berbenno di Valtellina | centro             |     |
| Alfaedo                       | San Gottardo                  | Forcola                | Alfaedo            |     |
| Cedrasco                      | Sant'Agostino                 | Cedrasco               | centro             |     |
| Colorina                      | San Bernardo                  | Colorina               | centro             |     |
| Fusine                        | San Lorenzo Martire           | Fusine                 | centro             |     |
| Monastero                     | San Benigno                   | Berbenno di Valtellina | Monastero          |     |
| Pedemonte                     | San Bartolomeo Apostolo       | Berbenno di Valtellina | Pedemonte          |     |
| Postalesio                    | Santi Martino e Antonio       | Postalesio             | centro             |     |
| Rodolo                        | Santa Maria Immacolata        | Colorina               | Rodolo             |     |
| Sirta                         | San Giuseppe                  | Forcola                | Sirta              |     |
| Valle                         | Santi Simone e Giuda Apostoli | Colorina               | Valle              |     |

### Vicariato di Tirano
| Parrocchia           | Patrono                       | Comune              | Frazione/Quartiere | Web |
| -------------------- | ----------------------------- | ------------------- | ------------------ | --- |
| Tirano               | San Martino Vescovo           | Tirano              | centro             |     |
| Aprica               | Santi Pietro e Paolo          | Aprica              | centro             |     |
| Baruffini            | San Pietro Martire            | Tirano              | Baruffini          |     |
| Bianzone             | Santi Siro e Antonio          | Bianzone            | centro             |     |
| Castello dell'Acqua  | San Michele Arcangelo         | Castello dell'Acqua | centro             |     |
| Castionetto          | San Bartolomeo Apostolo       | Chiuro              | Castionetto        |     |
| Chiuro               | Santi Giacomo e Andrea        | Chiuro              | centro             |     |
| Cologna              | Santissima Trinità            | Tirano              | Cologna            |     |
| Motta                | Sant'Antonio Abate            | Villa di Tirano     | Motta              |     |
| San Giacomo          | San Giacomo                   | Teglio              | San Giacomo        |     |
| San Giovanni         | San Giovanni Battista         | Teglio              | San Giovanni       |     |
| Santa Maria d'Aprica | Santa Maria                   | Aprica              | Santa Maria        |     |
| Stazzona             | Sant'Abbondio                 | Villa di Tirano     | Stazzona           |     |
| Teglio               | Sant'Eufemia                  | Teglio              | centro             |     |
| Tresenda             | Santi Michele e Omobono       | Teglio              | Tresenda           |     |
| Villa di Tirano      | San Lorenzo Diacono e Martire | Villa di Tirano     | centro             |     |

### Vicariato di Tresivio
| Parrocchia             | Patrono                                    | Comune                     | Frazione/Quartiere              | Web |
| ---------------------- | ------------------------------------------ | -------------------------- | ------------------------------- | --- |
| Tresivio               | Santi Pietro e Paolo                       | Tresivio                   | centro                          |     |
| Arigna                 | Santi Matteo e Carlo                       | Ponte in Valtellina        | Arigna                          |     |
| Boffetto               | Santa Caterina di Alessandria              | Piateda                    | Boffetto                        |     |
| Faedo-Busteggia        | Santi Carlo Borromeo e Francesco d'Assisi  | Faedo Valtellino e Piateda | centro e Busteggia              |     |
| Montagna in Valtellina | San Giorgio Martire                        | Montagna in Valtellina     | centro                          |     |
| Piateda                | Santissimo Crocifisso e Sant'Antonio Abate | Piateda                    | Piateda al Piane e Piateda Alta |     |
| Poggiridenti           | San Fedele                                 | Poggiridenti               | centro                          |     |
| Ponte in Valtellina    | San Maurizio                               | Ponte in Valtellina        | centro                          |     |
| Sazzo                  | San Luigi Gonzaga                          | Ponte in Valtellina        | Sazzo                           |     |